# Доссиния мраморная
Доссиния мраморная (лат. Dossinia marmorata) — вид растений из монотипного рода Доссиния (Dossinia), семейства Орхидные (Orchidáceae).
Является единственным полиморфным видом рода, внутри которого различается ряд форм, преимущественно по окраске и форме листьев.
Род назван в честь бельгийского ботаника Пьера Этьена Доссина (фр. Pierre Etienne Dossin, 1777—1852).
В цветоводстве доссинию относят к группе так называемых «драгоценных орхидей». Их ценность основана не на красоте цветков, а на особенностях окраски листьев.

## Распространение
Доссиния встречается только на острове Калимантан, на выходах камня, известняковых скалах, в горах, на высотах от 50 метров на уровнем моря. Литофит, изредка эпифит. Произрастает в карманах, трещинах и пр. разрушающихся горных пород, в лиственном опаде, часто в подушках из мха, иногда на голых вертикальных скальных поверхностях. Кальцефил.

## Биологическое описание
Орхидея среднего размера, образует розетку из нескольких яйцевидных бархатных листьев длинной до 15-20 см с короткими черешками; стебель у взрослого растения короткий, толстый, часто не виден из-за укрывающих его листьев, у молодых растений может быть удлинённым; корни толстые, ломкие, суккулентные. Каждая розетка выпускает один цветонос, после цветения прекращает дальнейшее развитие и даёт боковые отводки, со временем образуя достаточно крупные «кусты». Цветонос 20-50 см длинной, несёт на себе до 50 мелких невзрачных цветков. Цветёт обычно в осенне-зимний период. В пределах ареала доссиния образует множество различных цветовых форм, отличающихся по размерам, окрасу и форме листьев, разные формы могут встречаться в одном местообитании. Листья могут быть чёрно-зелёными, бурыми, красно-чёрными, трёх- и четырёхцветными, образуя сложный искрящийся парчовый рисунок; часто со светлыми, практически белыми черешками. Листья молодых растений часто бывают неотличимы от таковых у близкородственных орхидей рода Макодес (Macodes).

## В культуре
Требует содержания в рыхлом воздухопроницаемом субстрате, богатом кальцием, не терпит замокания корней и застоя воды. Во влажной теплице возможно содержание на пористых каменных блоках. Ёмкости для посадки лучше брать пластиковые прозрачные, для лучшего визуального контроля влажности субстрата, обязателен дренаж. Сам субстрат может быть приготовлен на основе мелкой фракции гравия, лавы, коры сосны, рублёного сфагнума и готовых субстратов типа «Lechuza-Pon» и «Seramis». При посадке нельзя заглублять шейку корня. Полив следует проводить осторожно, тёплой — 25-27°С — водой, подбирая режим так, чтобы в промежутках между ними субстрат успевал просыхать, но не полностью. Опрыскивать только тёплой дистиллированной либо осмотической водой. Требует вентиляции. Температура содержания — 25-30°С, при понижении до 20°С и ниже останавливается в росте. Любит яркий рассеянный свет, от прямого солнечного лучше притенять. Удобрять следует аккуратно, только в период активного роста, разбавляя рекомендуемую концентрацию удобрений в два-три раза. Удобрения использовать предназначенные только для орхидей. Цветение слабых и мелких растений лучше не допускать, обрезая цветонос. Больные, поврежденные или молодые растения, отделённые от материнского экземпляра следует содержать/укоренять в слегка влажном живом мхе сфагнуме в закрытых ёмкостях с высокой влажностью воздуха. Размножают доссинию черенками, подсушив срез и аккуратно присыпав древесным углём или корицей; детками, изредка семенами методом in vitro. Наиболее частой проблемой при содержании доссинии является гниение шейки корня и дальнейшее отмирание корневой системы, вызываемое переувлажнением субстрата на фоне понижения температуры и/или развитием Botrytis cinerea.

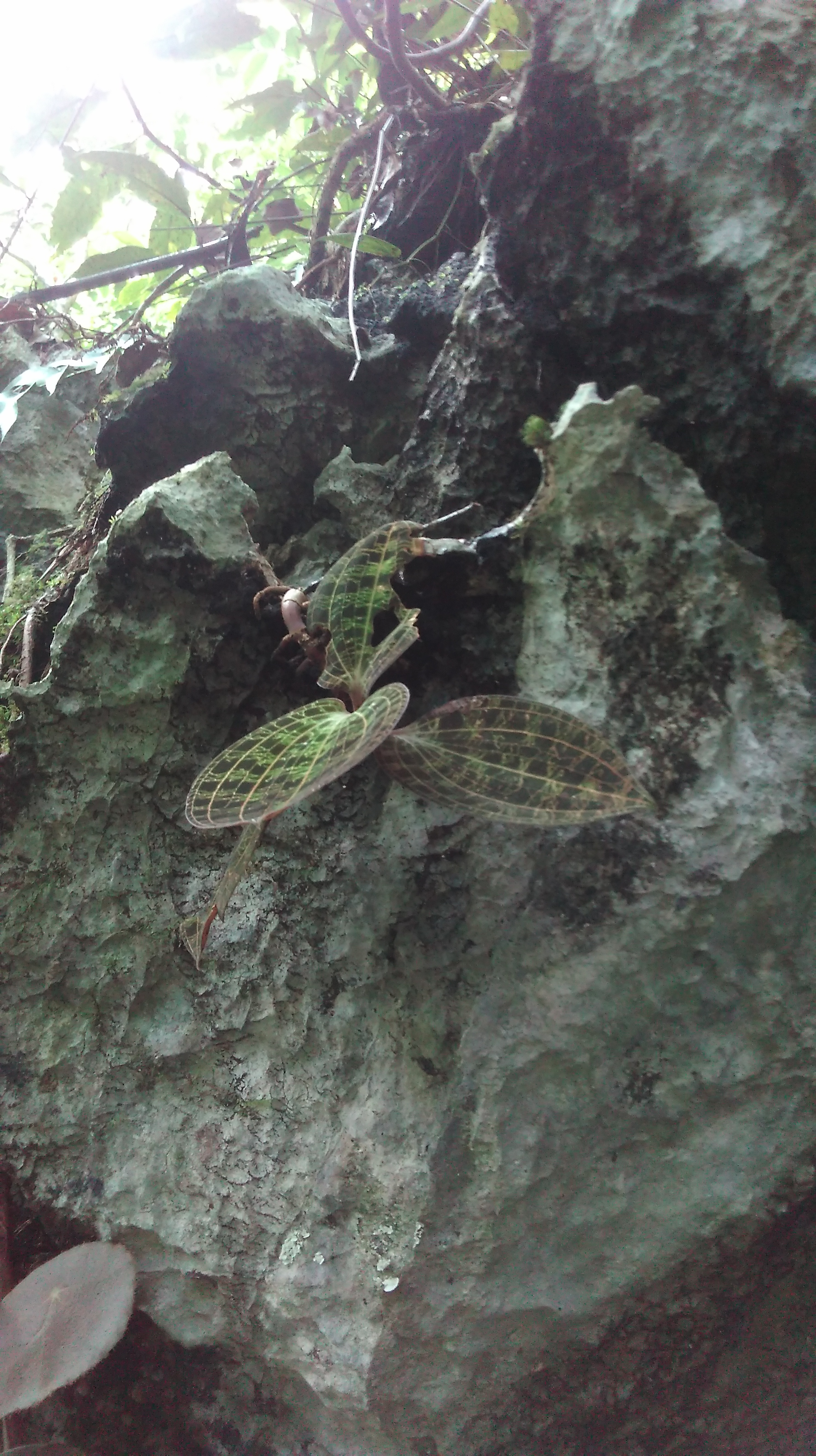
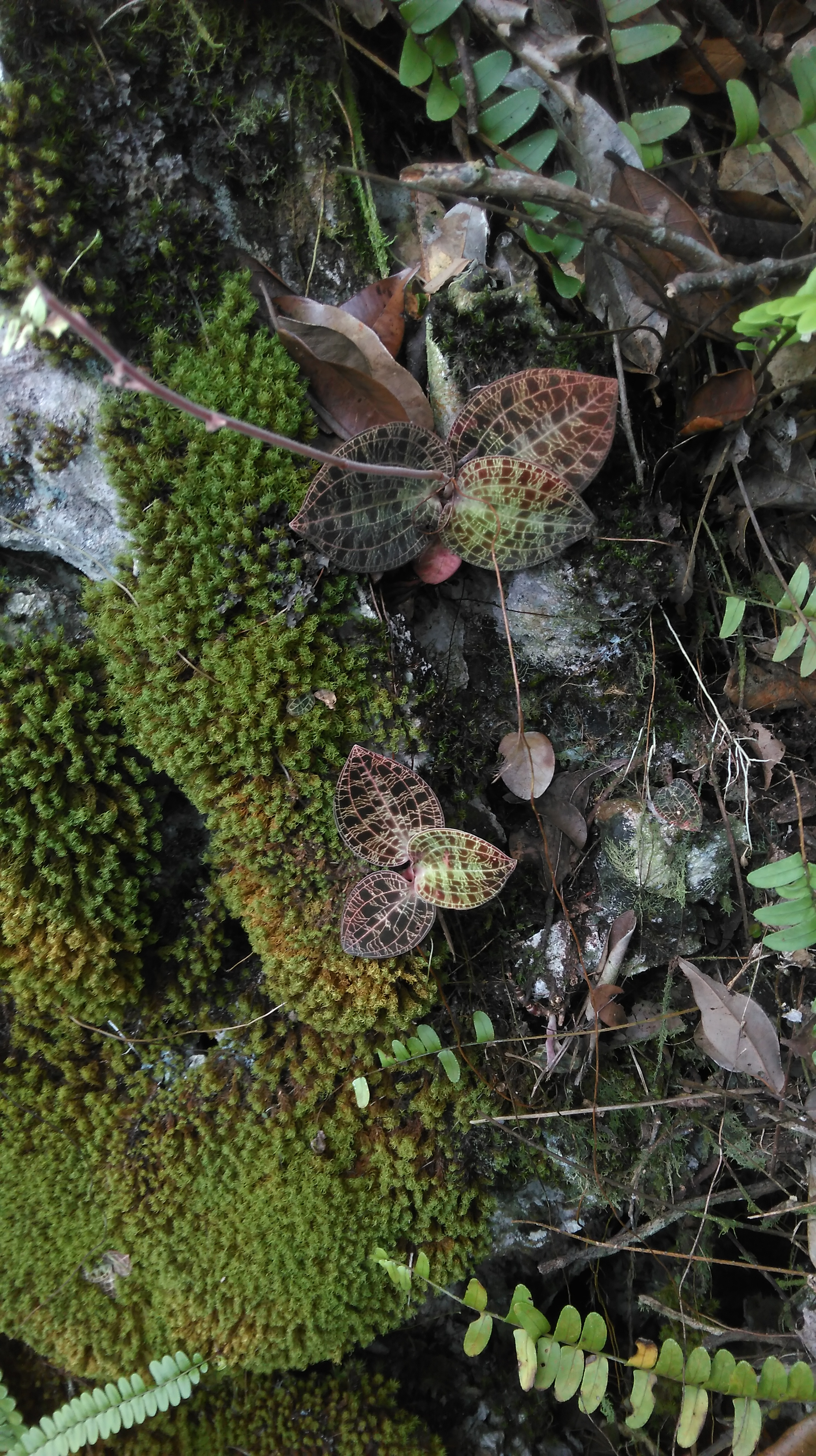
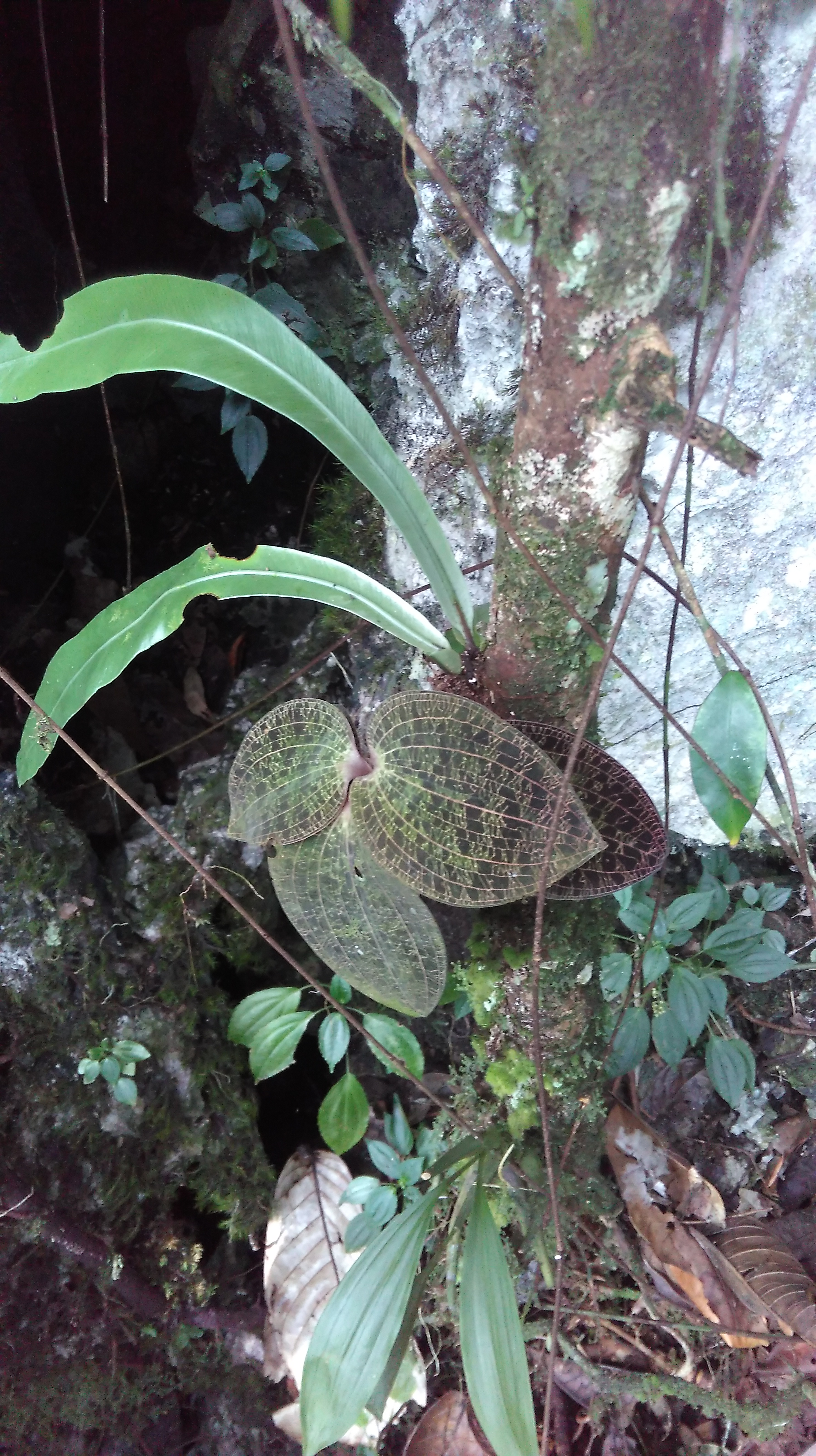
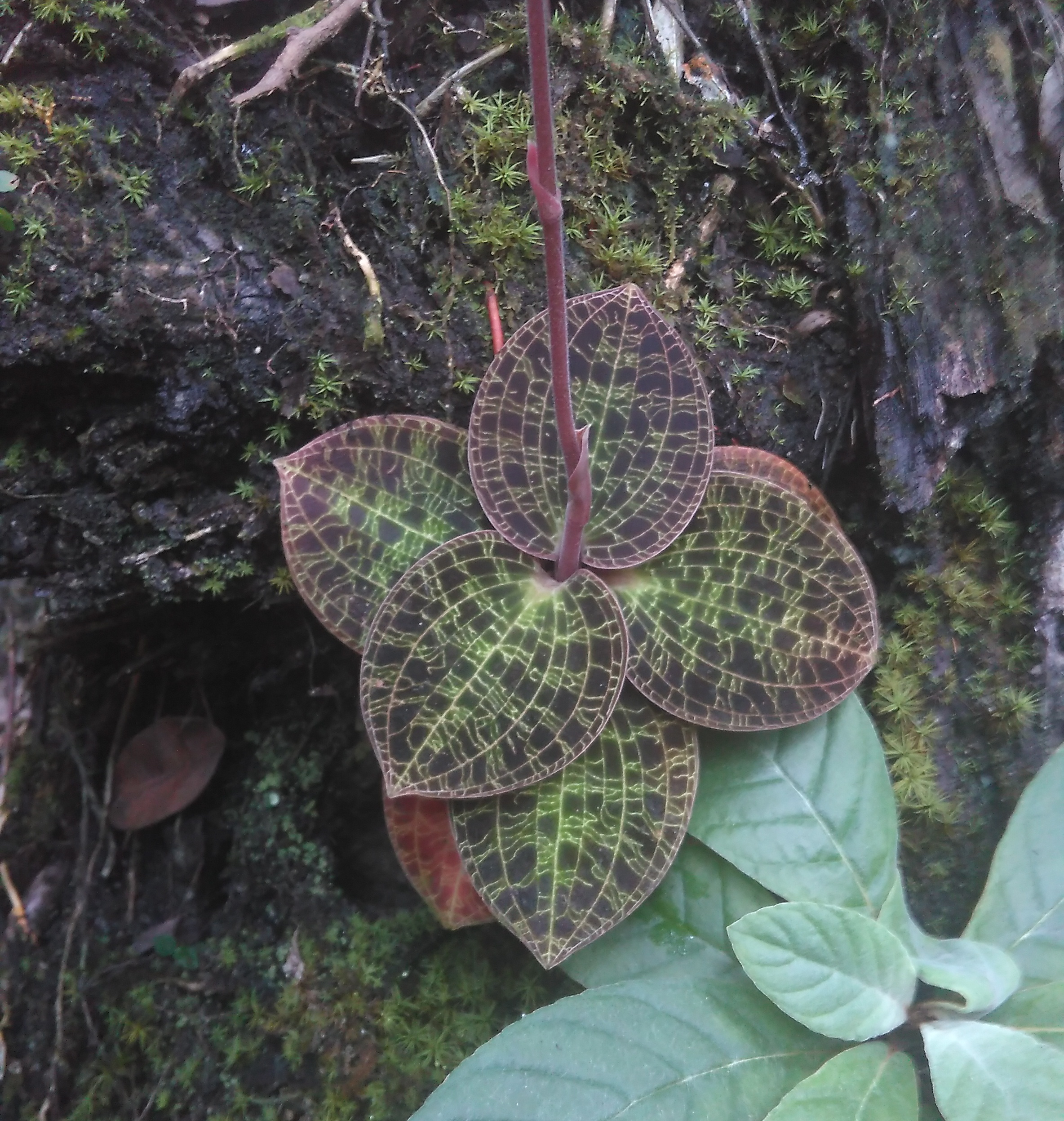
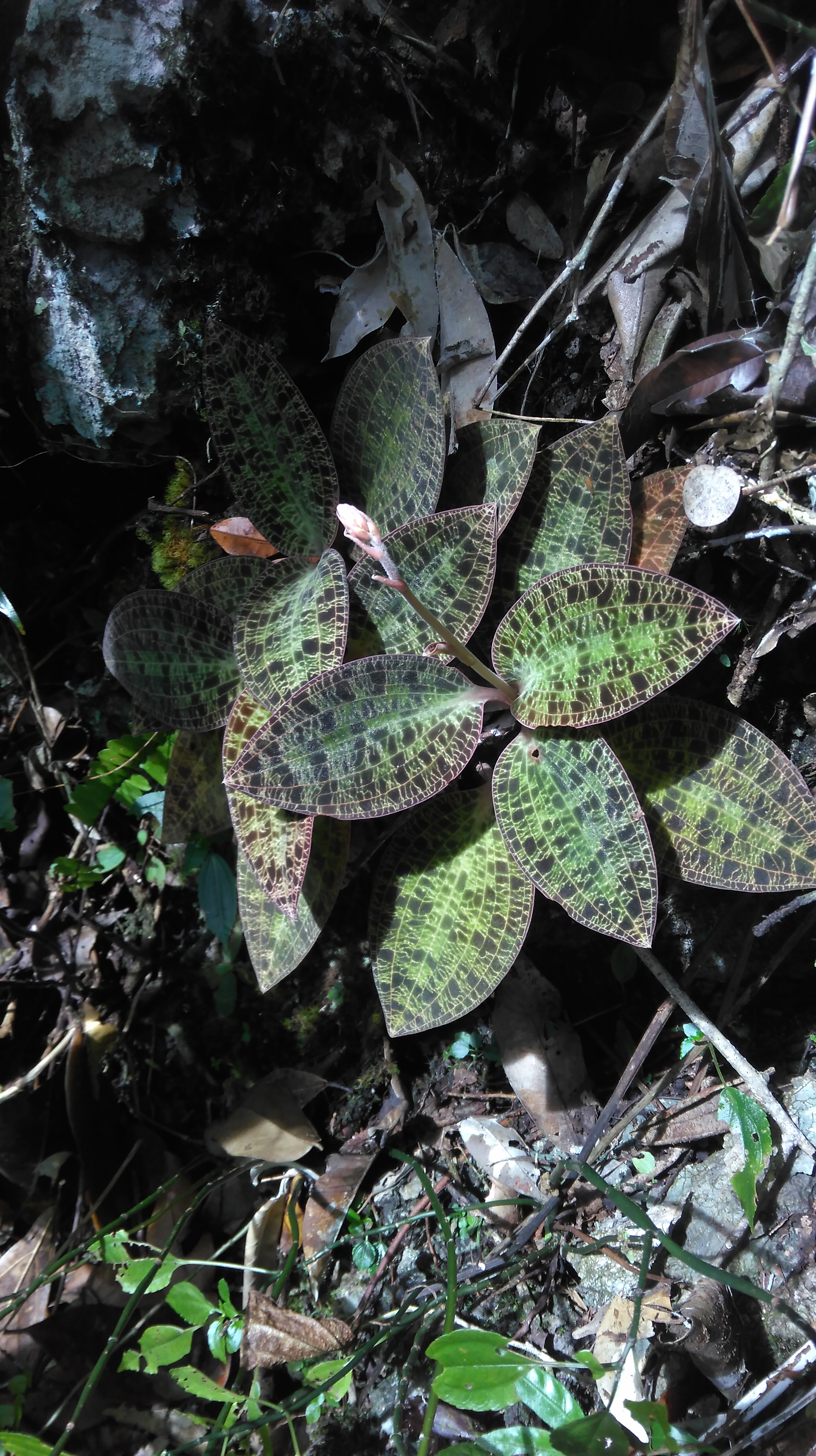

Фотографии растения, Саравак, Борнео.

## Таксономия
Dossinia marmorata C.Morren, 1848, Annales de la Société Royale d’Agriculture et de Botanique de Gand: Journal d’Horticulture et des Sciences Accessoires 4: 171.

### Синонимы
- Anoectochilus lowii E.J.Lowe
- Anoectochilus lowii R.H.Torr. ex Loudon
- Cheirostylis marmorata (C.Morren) Lindl. ex Lem.
- Ludisia argyroneura Miq.
- Macodes lowii (E.J.Lowe) J.J.Wood
- Macodes marmorata (C.Morren) Rchb.f.